# Borki (powiat kielecki)
Borki – wieś w Polsce położona w województwie świętokrzyskim, w powiecie kieleckim, w gminie Mniów.
| SIMC    | Nazwa     | Rodzaj     |
| ------- | --------- | ---------- |
| 0992243 | Gajówka   | część wsi  |
| 0253089 | Jeziorki  | przysiółek |
| 0253072 | Przecinka | część wsi  |
| 0253095 | Zaolzie   | przysiółek |

W latach 1975–1998 miejscowość należała administracyjnie do województwa kieleckiego.